# Chac

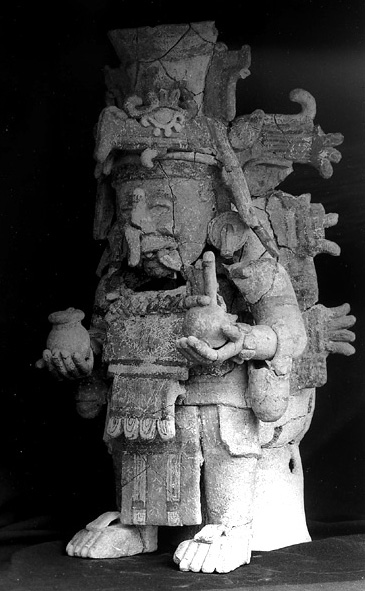
Keramiskt rökelsekar från ett tempel i Mayapán. Denna halvmeter höga version av regnguden Chaak bär fram en skål i ena handen och en boll av flammande rökelse i den andra. Figuren har efter bränning målats med blått, grönt, gult, rött, svart och vitt pigment.

Chac eller Chaac är mestadels en grupp åskgudar med anknytning till regn i mayaindianernas mytologi. De ansågs välvilligt inställda gentemot människorna och förknippades också med fruktbarhet och var därför viktiga som lantbruksgudar.
Som en del andra mayagudar, föreställde man sig ibland Chaac som en enstaka gud och vid andra tillfällen som fyra skilda bacabs-bröder med ansvar för de fyra världens hörn: "Chac Xib Chac", Röda Chaac i Öst; "Sac Xib Chac", Vita Chaac i Norr; "Ek Xib Chac" Svarta Chaac i Väst" och "Kan Xib Chac", Gula Chaac i Syd. I konsten avbildas han ibland som en gammal man med kräldjurs- eller amfibiska drag, med huggtänder och en lång näsa, och ibland med tårar från ögonen (symboliserande regn), bärande på en yxa (som åstadkom tordön). Han förknippades med grodan.
Andra mayauttryck som refererar till Chaac är Ah Tzenul ("han som ger mat till andra människor"), Hopop Caan ("han som lyser upp himlen") och Ah Hoya ("han som låter sitt vatten").
I andra mesoamerikanska kulturer hade regnguden bland andra, namnen Cocijo (zapotekiska) och Tlaloc (aztetisk).
Även om flertalet av Mesoamerikas gamla gudar för länge sedan är glömda av nutidens avkomlingar till ursprungsbefolkningen, så har det dokumenterats att ända in i på 1900-talet, särskilt vid perioder av torka, bad annars kristna mayabönder till Chaac'arna. Antropologer har dokumenterat att andra böner som fortfarande används, är helt identiska med böner till Chaac i förcolumbiansk tid, bortsett från att namnet Chaac har ersatts av Sankt Thomas.
Guden Chaac ska inte förväxlas med den maya-toltekiska figuren Chac Mool.